# Cryptazeca subcylindrica
Cryptazeca subcylindrica é uma espécie de gastrópode  da família Cochlicopidae.
É endémica de França.